# Dorodango

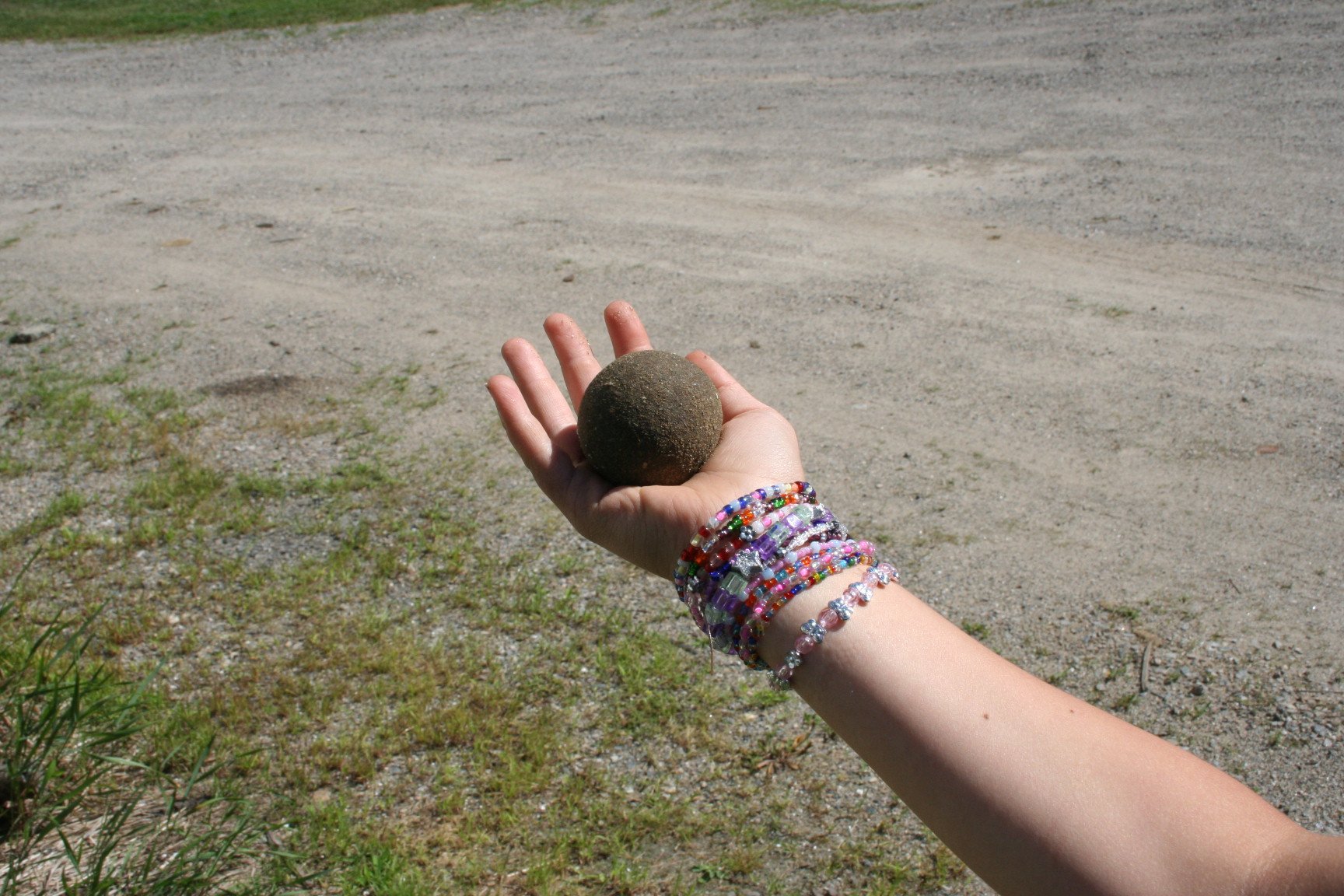
Un dorodango en una etapa "temprana". En este caso, la falta de brillo se debe a no haber sido pulido aún con finas partículas de polvo.

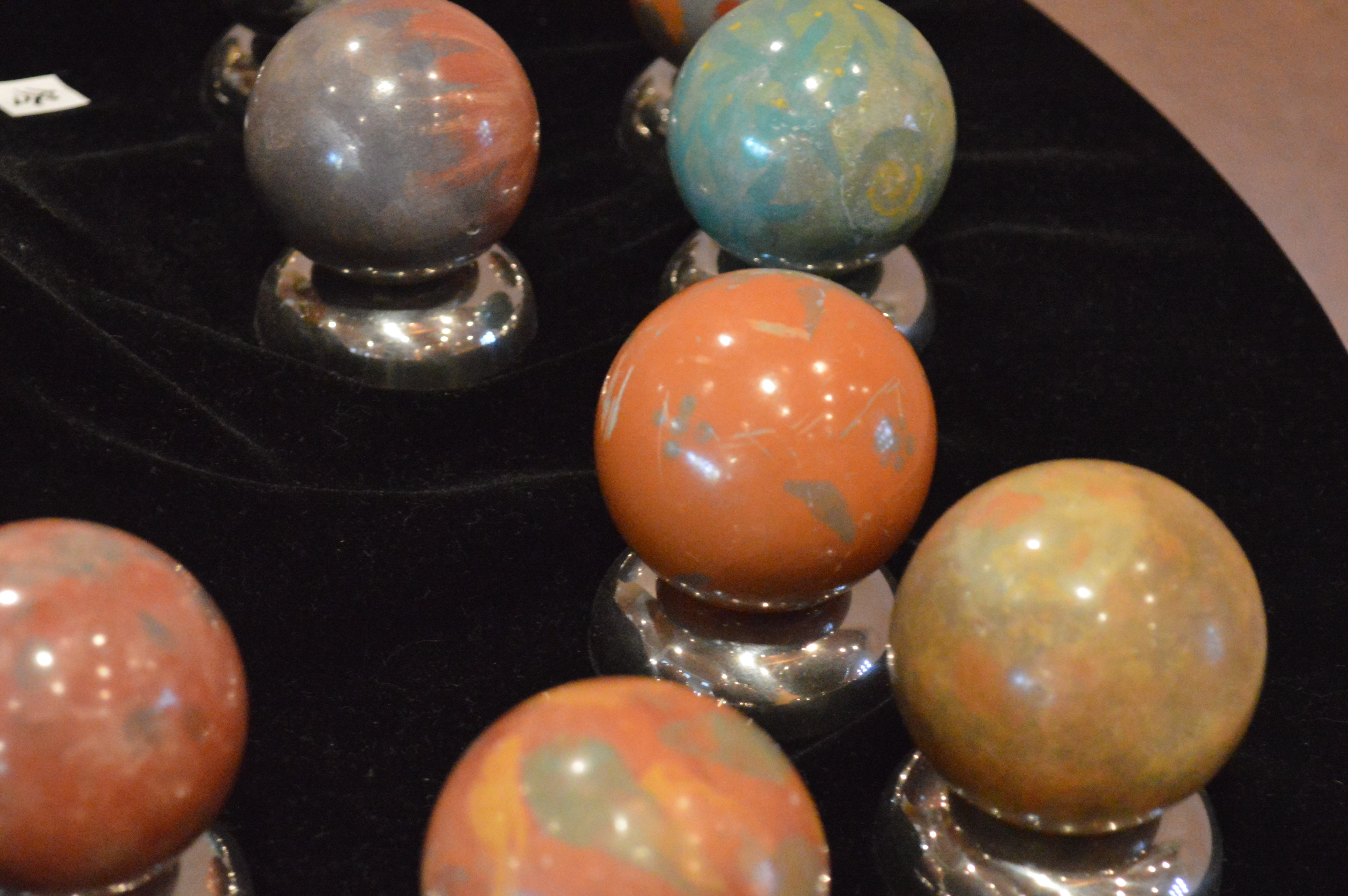
Colored Dorodangos

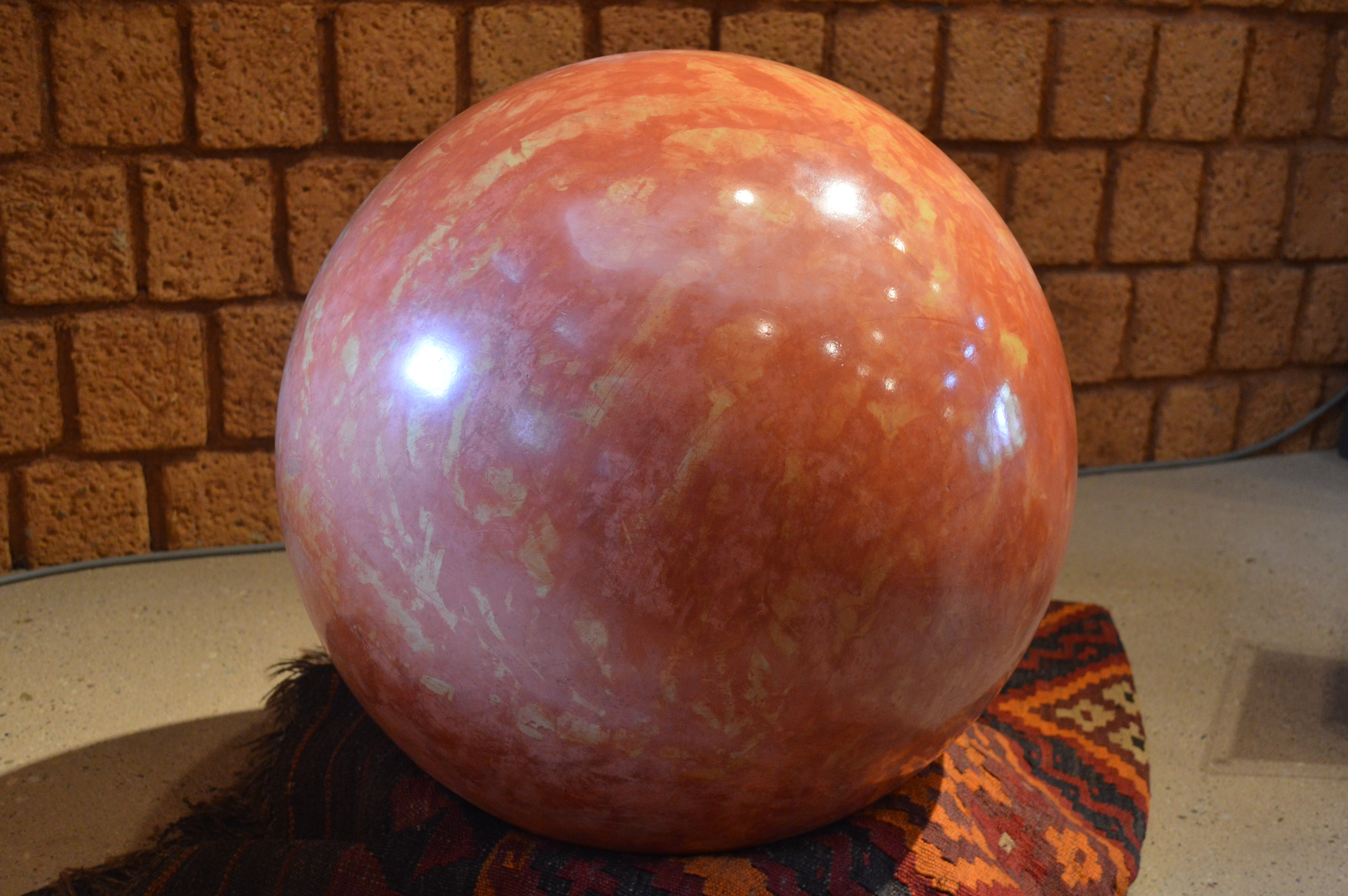
World's largest Dorodango (54 cm in diameter)

El dorodango es un juego japonés en el que los participantes tratan de transformar una bola de barro en una bola lo más brillante y pulida posible, usando únicamente sus manos y agua. Los jugadores más expertos logran realizar bolas increíblemente esféricas y pulidas, que se asemejan a canicas o bolas de billar.

## Etimología
La frase 泥だんご, leída como dorodango se deriva de:
- 泥 (どろ doro) literalmente "barro" en japonés.
- だんご (dango) es una especie de bola de masa que se come en sopas o guisos, creada a partir de arroz prensado.

## Técnica
La realización de un dorodango básico es un pasatiempo tradicional para los niños en la escuela.
Más recientemente el proceso ha sido refinado en el arte del hikaru ("brillante") dorodango (光る泥だんご), que tiene una superficie brillante o estampada. El núcleo de la bola está hecho simplemente de barro, y es espolvoreado con tierra muy fina antes de que el agua se extraiga utilizando diversos métodos (incluso sellando la bola dentro de una bolsa de plástico y dejando que el agua se evapore y condense). Una vez que la bola está totalmente templada y endurecida, se le saca brillo manualmente y se exhibe.

## Cazadores de mitos
En el episodio "Acabar con un boom" (episodio 113) del programa "Cazadores de Mitos" del Discovery Channel, estrenado en EE. UU. el 12 de noviembre de 2008, se investigó la veracidad tras algunas frases hechas. Los presentadores Adam Savage y Jamie Hyneman utilizaron esta técnica para cazar el mito de que "no se puede sacar brillo al estiércol animal".
Savage creó una con heces de avestruz y Hyneman una con heces de león. Luego de finalizarlas y pulirlas utilizaron un medidor de brillo para determinar de manera objetiva el mito. Se determina que para considerarse con brillo, un objeto debe obtener más de 70 puntos. Al medir la dorodango hecha con heces de avestruz la puntuación fue de 106 y la de heces de león fue de 183, demostrando así que el mito es falso.